# Matthew Scudder
A criação mais famosa de Lawrence Block, Mathew Scudder, foi introduzido no livro “The Sins of the Fathers” (traduzido no Brasil como “Os pecados dos Pais”) como um ex-policial alcoólatra trabalhando como um detetive particular sem licença em Hell’s Kitchen. Originalmente publicados como brochuras, as primeiras novelas são intercambeáveis. As segunda e terceira publicações – “In the Midst of Death” (1976) e “Time to Murder and Create” – foram escritas na ordem oposta. O livro “Eight Million Ways to Die”, de 1982 (filmado em 1988 por Hal Ashby, sem muito sucesso nas bilheterias), quebra a tendência dos títulos anteriores, já que o livro acaba com Scudder se apresentando em uma reunião dos Alcoólicos Anônimos. Com a condição de ex-alcoólatra, presumia-se o fim da série, mas uma antiga promessa de Block a um editor amigo com um Scudder original, resultou em “By the Dawn’s Early Light”, uma história sobre os dias de bebedeira do personagem, mas narrado sobre a perspectiva de um alcoólatra recuperado. Block expandiu a série a partir disso com  “When the Sacred Ginmill Closes”, que se mostrou não apenas mais um de seus livros, mas um dos textos favoritos do autor e de seus fãs. A partir daí, as circunstâncias de Scudder jamais se mantém as mesmas; o livro “A Ticket for the Boneyard” (título traduzido no Brasil como “Um Bilhete para o Cemitério”), de 1990, por exemplo, reúne o personagem com Elaine Mardell, uma prostituta dos seus dias de policial, com quem ele se casa alguns livros a frente. Uma leitura horripilante e que ao mesmo tempo retém seus leitores é o livro “A Dance at the Slaughterhouse”. Assim como o livro anterior, um dos pontos altos do autor é o “A Long Line of Dead Man” (no Brasil, “Uma Longa Fila de Homens Mortos”). Com um quebra-cabeças engenhoso, envolvendo uma decrescente fraternidade conhecida como o “Clube dos 31”. O 16º livro da série, “All the flowers Are Dying”, foi publicado nos EUA no começo de 2005.
Embora tem sido sugerido que a guerra de Scudder com o alcoolismo seja em parte autobiográfico, Block tem se negado, repetidamente, a discutir o assunto, alegando a própria preferência dos Alcoólicos Anônimos de se manter no anonimato.